# Maršovská naučná stezka
Maršovská naučná stezka, nazývaná také Naučná stezka Maršovská, je naučná stezka - částečně okružní a značená turistická a cyklistická trasa v jádrové části města Uherský Brod a jeho části Maršov v okrese Uherský Brod, a okrajově i v části Polichno města Luhačovice v okrese Zlín. Nachází se také v Prakšické pahorkatině, ve Zlínském kraji a na Slovácku.

## Historie a popis
Maršovská naučná stezka vede kopcovitým a převážně lesním terénem, má délku 11 km a byla postavena v roce 2015. Je zaměřena především na přírodu, etnografii, historii, skauting a geologii.

### Trasa stezky
Vinohradský rybník v Uherském Brodě – zahrádkářská kolonie s památnou Hruškou v brodských Vinohradech – pod vrchol kopce Loučka (377 m n. m.) – pod vrchol kopce Barák – Maršov se zvonicí svatého Bartoloměje z roku 1834 a Střediskem environmentálního vzdělávání. V Maršově stezka navazuje na Cyrilometodějskou stezku a naučnou Planetární stezku, která zde má své poslední zastavení. Stezka pak malým obloukem (miniokruhem) pokračuje kolem křížku až k v krajině umístěným dveřím a vyhlídce s panoramatickým výhledem a následně pokračuje zpět pod kopec Barák a odtud do Zadního Zákřova, kde navazuje na Újezdeckou naučnou stezku a cyklistickou trasu 5049. Stezka vede po asfaltových i polních stezkách. Na jednom zastavení je stezka vybavena dalekohledem. Maršovskou naučnou stezku lze také popsat jako 2 km dlouhý Maršovský miniokruh se 2 spojovacími trasami, které vedou do Uherského Brodu a do Újezdce. 

### Informační panely stezky
Stezka má 14 informačních panelů:
1. Vinohradský rybník
2. Vinohrady
3. Rubaniska
4. Loučka
5. Loučka - odpočívka
6. Jelení (nad střelnicí)
7. U Sikulovy louky
8. Horňáky - výhled
9. Tři duby
10. Barák
11. U křížku
12. Maršov, SEV
13. Maršov, zvonička
14. Pod Sesuvem
15. Nad Maršovem

## Další informace
Maršovská naučná stezka je celoročně volně přístupná.

## Galerie

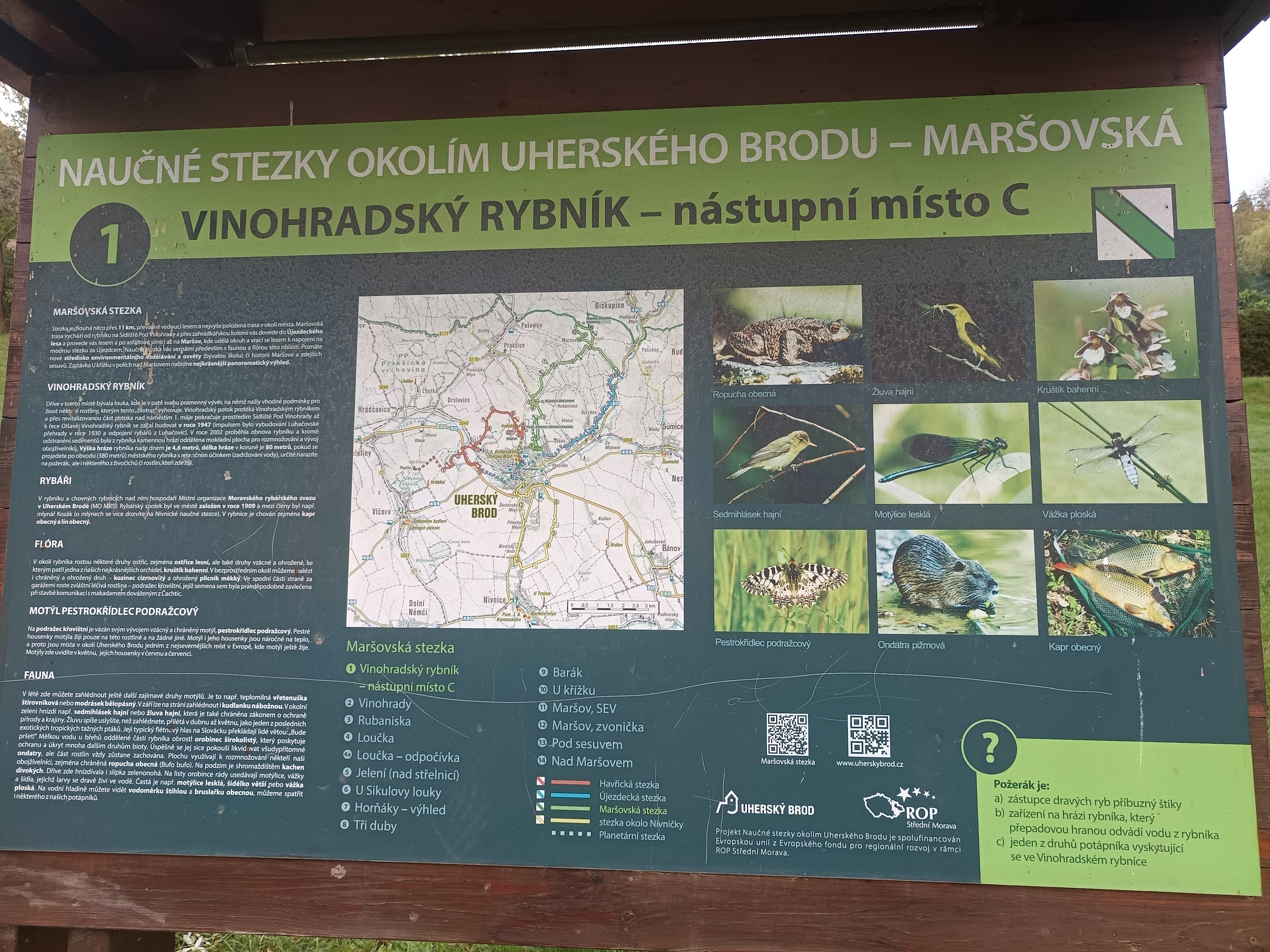
1. zastavení
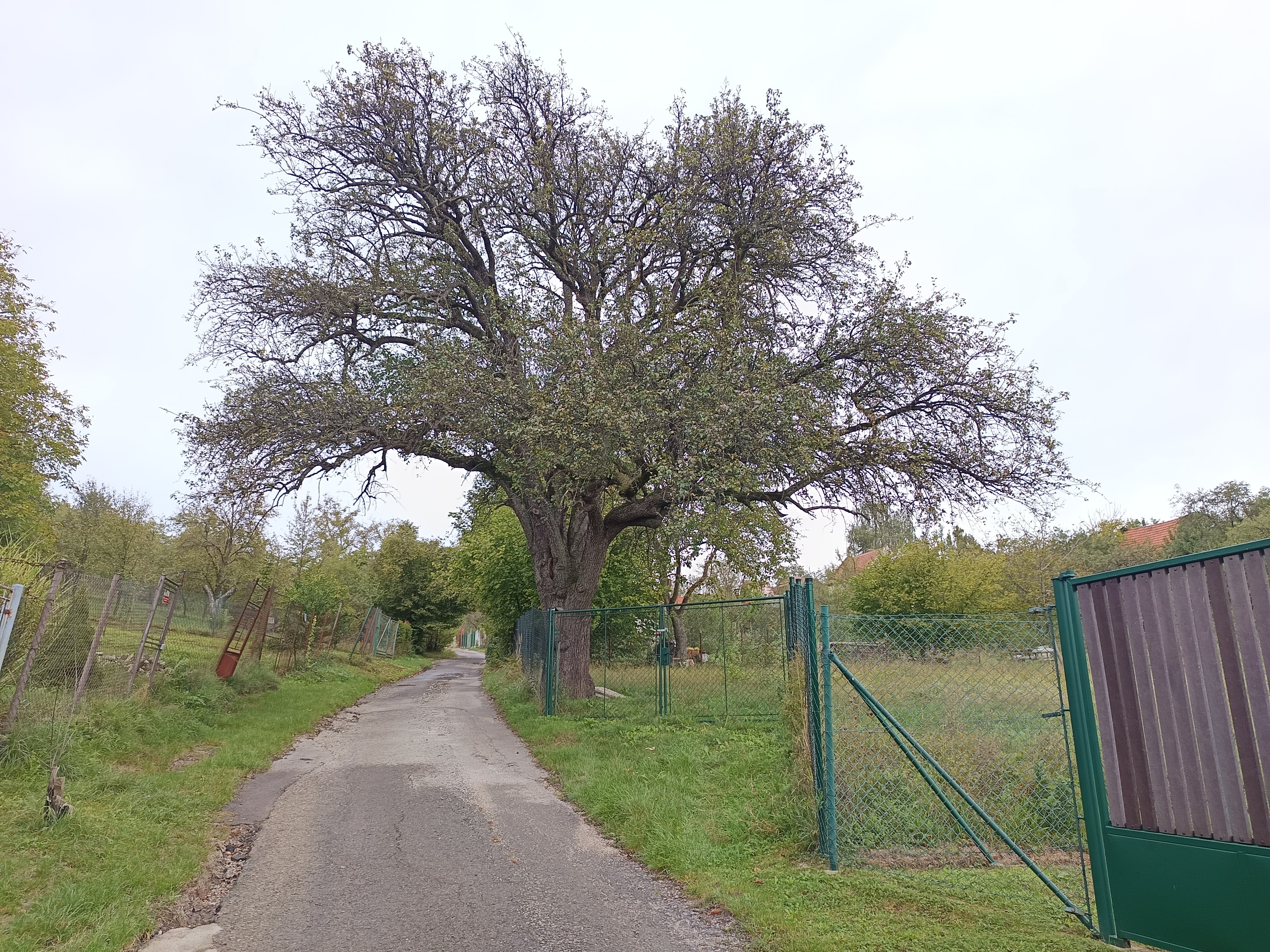
Hruška v brodských Vinohradech
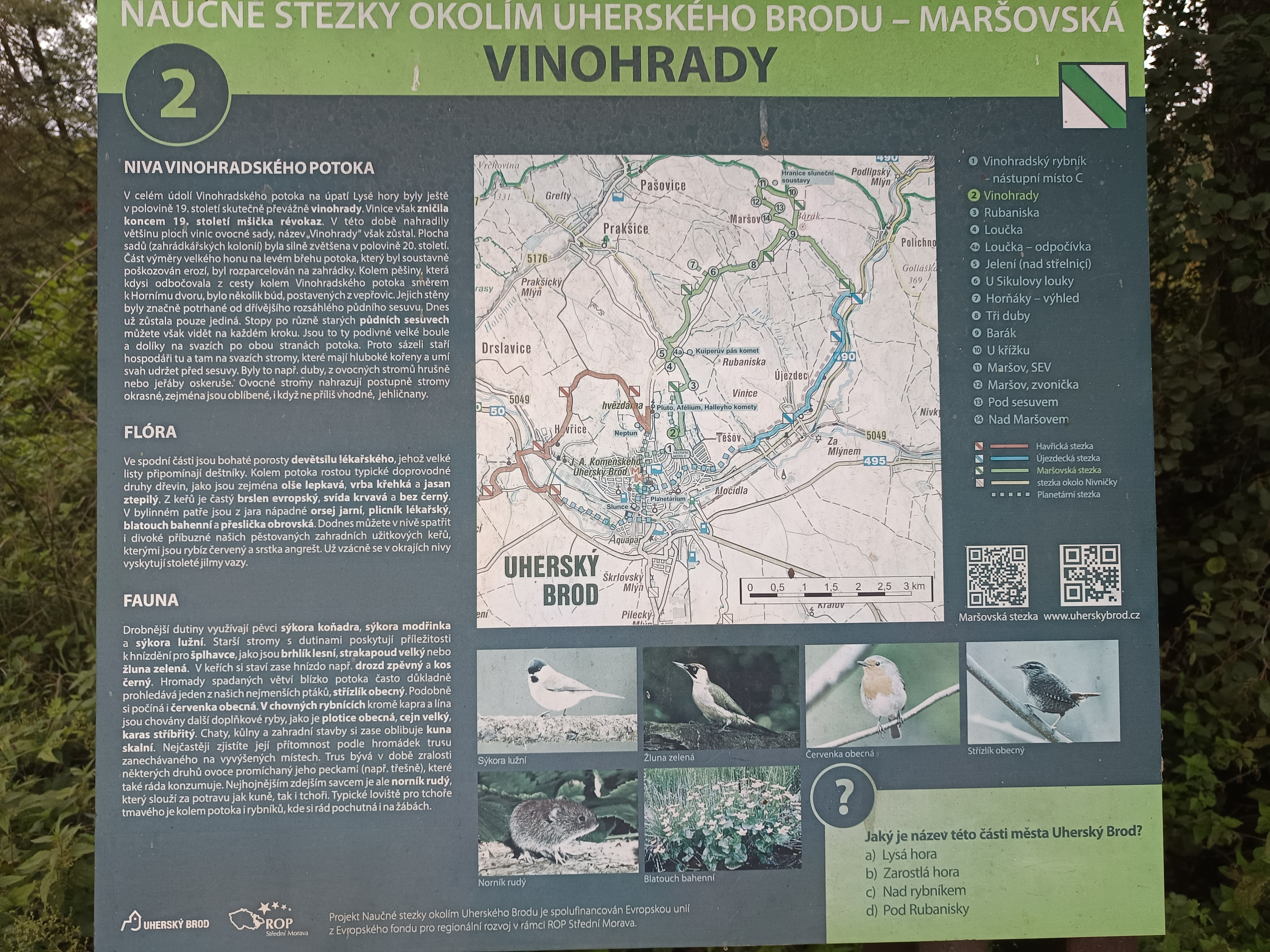
2. zastavení
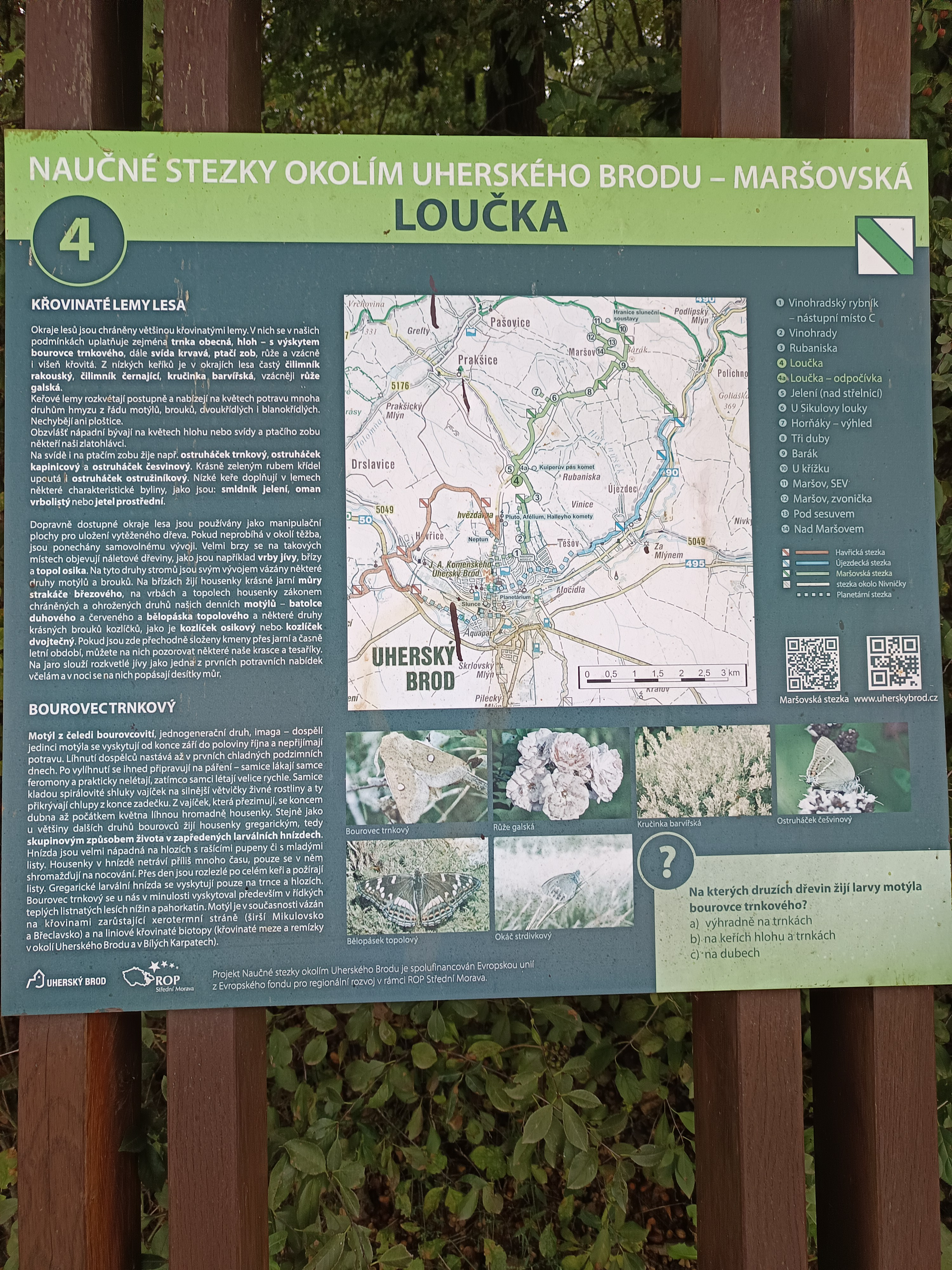
4. zastavení
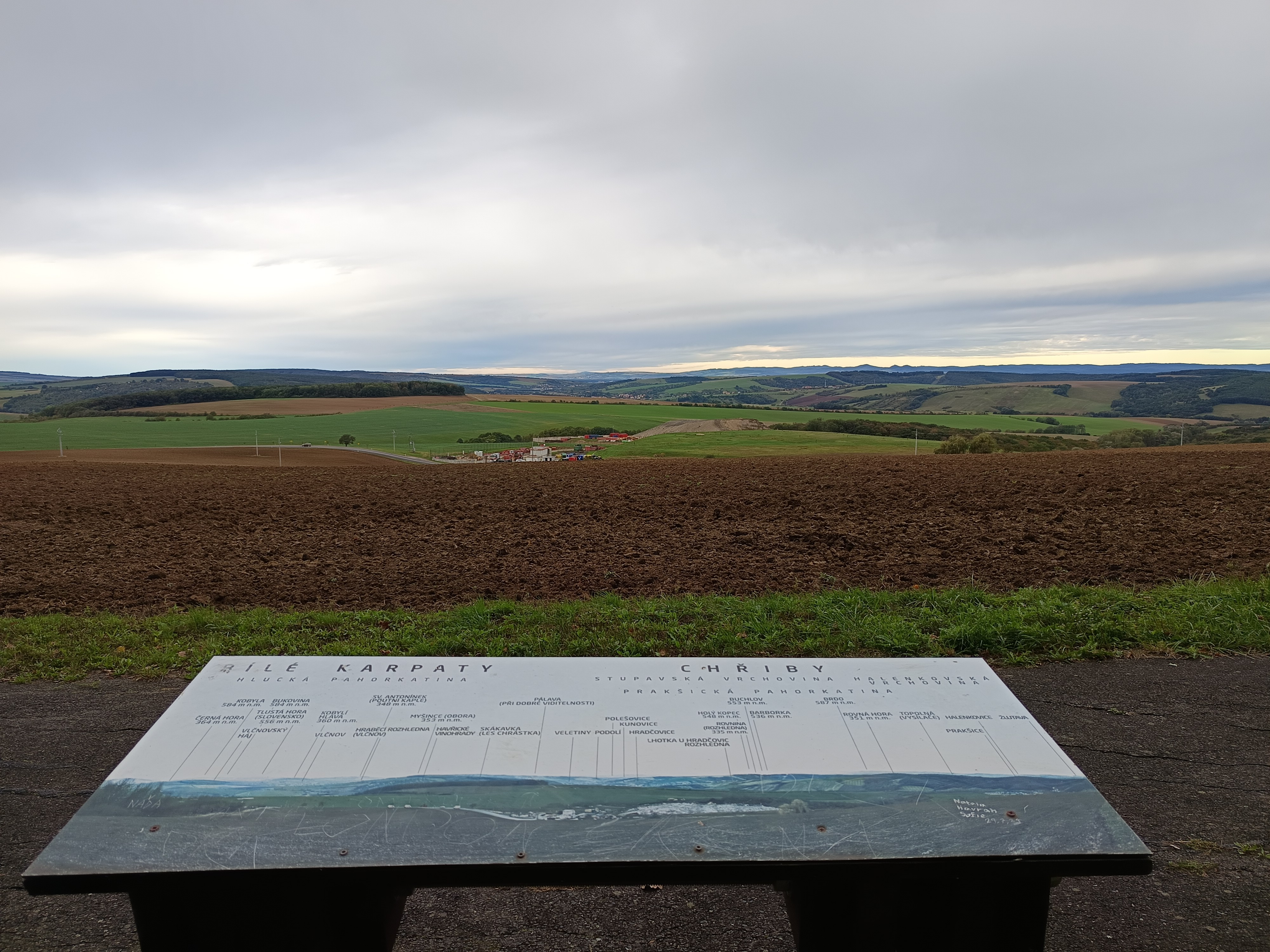
Vyhlídka na Bílé Karpaty a Chřiby
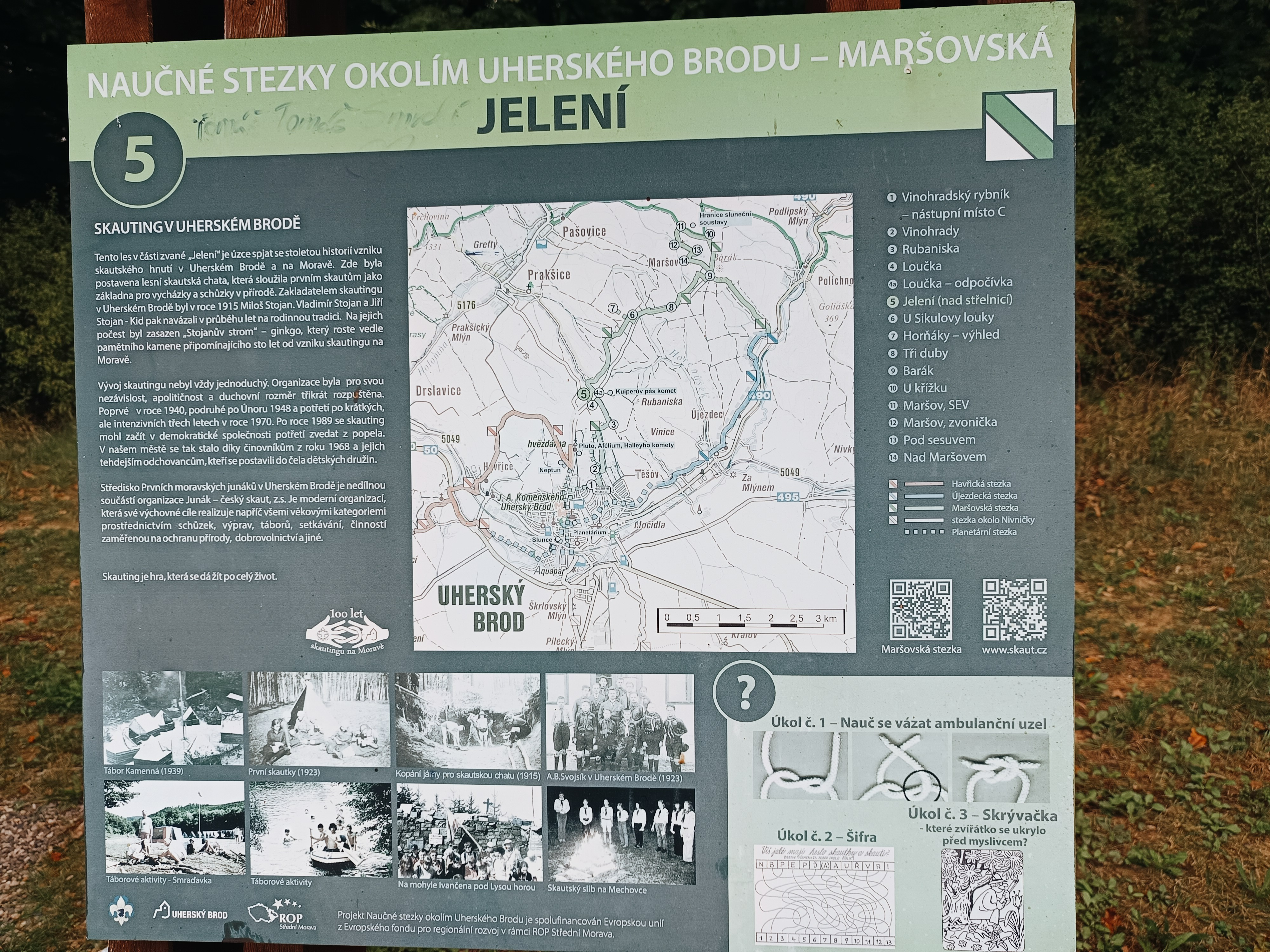
5. zastavení
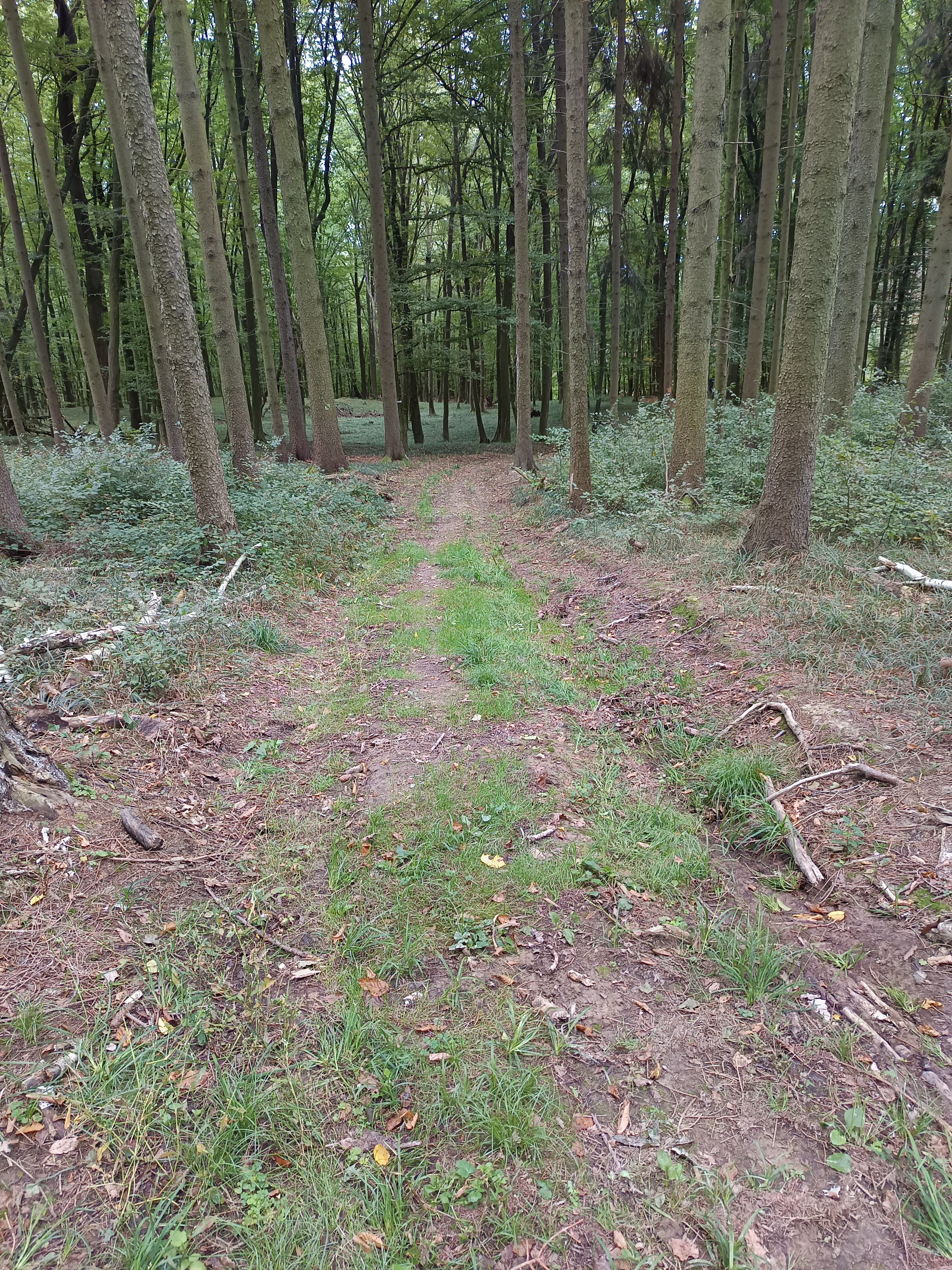
Lesní stezka
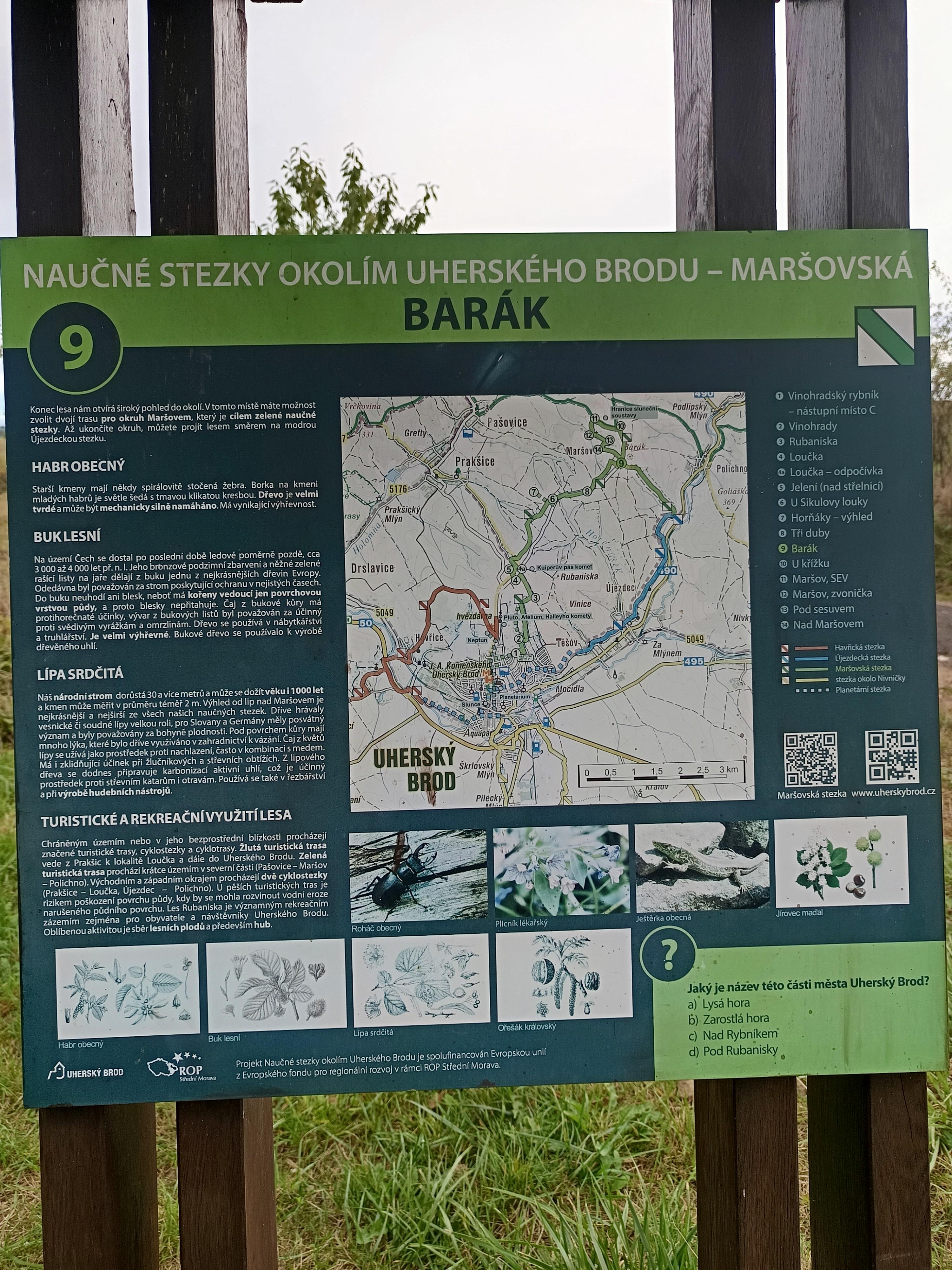
9. zastavení